# Primula oreodoxa
Primula oreodoxa är en viveväxtart som beskrevs av Adrien René Franchet. Primula oreodoxa ingår i släktet vivor, och familjen viveväxter. Inga underarter finns listade i Catalogue of Life.